# Ernst Eichner
Ernst Dieterich Adolph Eichner (ochrzcz. 15 lutego 1740 w Arolsen, zm. 1777 w Poczdamie) – niemiecki kompozytor, fagocista i skrzypek.

## Życiorys
Syn Johanna Andreasa Eichnera (1694–1768), fagocisty i członka kapeli dworskiej w Arolsen. Prawdopodobnie kształcił się w Mannheimie. W 1762 roku został członkiem kapeli dworskiej w Zweibrücken, a w latach 1769–1772 był jej koncertmistrzem. W 1770 roku wydał w Paryżu drukiem swoje pierwsze 6 symfonii, a w 1772 roku zdobył tam II nagrodę w konkursie symfonicznym. Odwiedził także Londyn. W 1773 roku otrzymał angaż w kapeli nadwornej następcy tronu pruskiego Fryderyka Wilhelma II w Poczdamie. Jego córka, Adelheid Eichner, była śpiewaczką i kompozytorką.
Był przedstawicielem młodszej generacji szkoły mannheimskiej. Skomponował 31 symfonii, koncerty na instrumenty klawiszowe, kwintety na flet i kwartet smyczkowy, kwartety na flet, skrzypce, altówkę i wiolonczelę, tria fortepianowe, duety na skrzypce i altówkę, sonaty fortepianowe. Symfonie Eichnera mają przeważnie budowę 3-częściową.